# بیل بریجمن
بیل بریجمن (به انگلیسی: Bill Bridgeman) فضانورد اهل کشور ایالات متحده آمریکا است که در ۱۹۱۶ میلادی در آیووا زاده شد.